# Eurocopter AS532 Cougar
El Eurocopter AS532 Cougar és un helicòpter utilitari bimotor fabricat per Airbus Helicopters. És una versió millorada de l'SA330 Puma (el seu equivalent civil és l'AS332 Super Puma). La cabina pot ser en versió curta o estirada. Ve amb tres opcions de motor: el Makila 1A, l'1A1 o l'1A2.
Les denominacions civils d'aquest aparell són AS332 L, AS332L1 i AS332L2. L'AS332L2, evolució de l'L1, se'n distingeix per tenir un rotor principal de tipus «Spheriflex» i un rotor posterior «Spheriflex» de quatre pales, un motor més potent (Malika 1A2) i una aviònica més moderna amb pantalles i navegació amb pilot automàtic. Els AS332L, L1, L2 s'empren molt per al transport de personal a plataformes petrolieres. Amb el canvi de denominació social d'Airbus Helicopters el gener del 2014, actualment té la designació H215M.